# Вершигора, Пётр Петрович
Пётр Петро́вич Верши́гора (3(16) мая 1905, Ольгопольский уезд, Подольская губерния, Российская империя — 27 марта 1963, Дубоссарский район, Молдавская ССР, СССР) — активный участник партизанского движения на Украине в годы Великой Отечественной войны, генерал-майор, Герой Советского Союза (7 августа 1944).
Писатель, лауреат Сталинской премии второй степени (1947). Член ВКП(б) с 1943 года.

## Биография
Родился 3 (16) мая 1905 год в селе Севериновка Ольгопольского уезда Подольской губернии (ныне Каменский район Приднестровья) в семье учителя.
Рано потеряв родителей, Пётр Вершигора с двенадцати лет был пастухом, затем работал на мельнице. После революции пятнадцатилетним подростком он ушёл из родного села в местечко Рыбницу, где в 1920 году поступил в агрономическую школу.
В 1921 году заболел тифом, что помешало окончить агрономическую школу. Работал председателем комитета незаможных селян (комнезам), секретарём сельсовета, заведующим избой-читальней, режиссёром драмкружка, а вскоре начал выступать в составе сельского духового оркестра.
В 1925 году пошёл добровольцем в Красную армию, служил в 51-й Перекопской дивизии, где был барабанщиком, изучал основы дирижёрского искусства и стал старшиной музкоманды.
В 1927—1930 годах учился  на отделении режиссуры Одесского музыкально-драматического институте имени Бетховена,  по окончании был режиссёром Вседонецкого театра рабочей молодёжи, Ижевского театра рабочей молодёжи, организовал передвижную труппу. В 1933—1934 годах жил и работал в городе Ижевск Удмуртской АССР. В 1938 окончил Киноакадемию в Москве. Был актёром и кинорежиссёром на Киевской киностудии.
С началом Великой Отечественной войны — наблюдатель местной ПВО г. Киева, в августе участвовал в битве за Киев в качестве помкомвзвода, комвзвода, комроты, командира батальона в 264-й стрелковой дивизии. По воспоминаниям Вершигоры, первый бой дивизия приняла 2 августа в районе села Степанцы, западнее Канева, в тот же день в Москве у него родился сын Евгений. После нескольких дней кровопролитных боёв дивизия отступила на левый берег Днепра, пока взвод под командованием Вершигоры прикрывал переправу.
Позиции взвода находились на горе рядом с могилой Тараса Шевченко. В сумерках, с несколькими оставшимися бойцами, переплыл Днепр на подручных средствах под обстрелом немецких войск. Уже на другом берегу от осколка случайной мины получил лёгкое ранение в ногу.
После излечения в госпитале был переведён в роту резерва комсостава, которая попала в окружение в районе города Лубны. Захватив немецкую машину, Вершигора вместе с группой бойцов прорвался к линии фронта, проехав за сутки более 100 км по оккупированной территории. Из окружения вышли в районе Богодухова.
С сентября 1941 по апрель 1942 года — военкор политотдела 40-й армии. В мае — июне 1942 года — резидент разведуправления Брянского фронта. 13 июня был переброшен за линию фронта, на Малую землю — в партизанскую зону в брянских лесах на правобережье Десны.
С августа 1942 года — заместитель командира по разведке партизанского соединения С. А. Ковпака, с декабря 1943 — командир соединения, которое было переименовано в Первую Украинскую партизанскую дивизию им. дважды Героя Советского Союза С. А. Ковпака. Дивизия под его командованием совершила в 1944 году рейд в Польшу и Неманский рейд. Вместе с отрядами Армии Крайовой воевал с отрядами УПА 3 июля 1944 года дивизия соединилась с частями Красной Армии в районе Барановичей и была расформирована.
6 августа 1944 года постановлением Совета Народных Комиссаров Союза ССР П. П. Вершигоре было присвоено звание генерал-майора.
7 августа 1944 года указом Президиума ВС СССР за успешное проведение рейдов и особые заслуги развития партизанского движения на Украине генерал-майору Вершигоре Петру Петровичу присвоено звание Героя Советского Союза с вручением ордена Ленина и медали «Золотая Звезда» (№ 4324).
П. П. Вершигора — один из ведущих фотографов Второй мировой войны, автор многочисленных фотоснимков, сделанных во время пребывания в составе партизанской дивизии с помощью фотоаппарата ФЭД, с которым он не расставался с тех пор, как служил военкором. Среди его работ — уникальные фотографии С. А. Ковпака, С. В. Руднева и других командиров, а также простых бойцов партизанской дивизии. Многие снимки являются уникальным свидетельством подвигов и повседневного быта советских партизан.
В 1947—1954 годах преподавал в Академии Генштаба. В 1954 году опубликовал в журнале «Октябрь» статью с критикой искажения исторической правды в первом томе академической «Истории Украинской ССР» (Киев, 1953). «Правда» назвала эту критику «очернением», «грубой ошибкой» и «безответственным выступлением», после чего редакторы «Октября» — Ф. И. Панферов и И. Г. Падерин — были освобождены от занимаемых должностей.

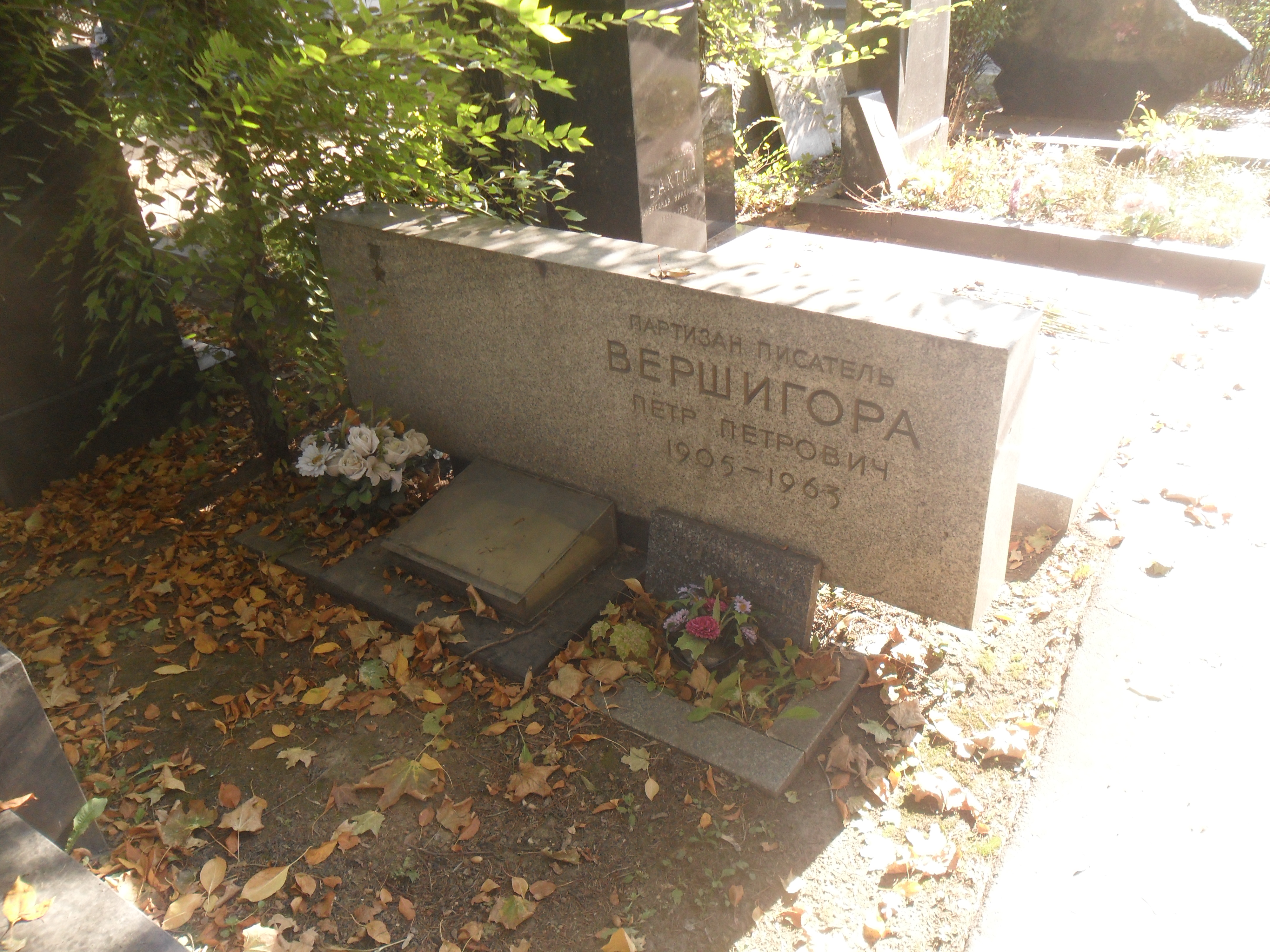
Могила Вершигоры на Новодевичьем кладбище Москвы.

Умер 27 марта 1963 года, находясь на отдыхе в Молдове. Похоронен в Москве на Новодевичьем кладбище (участок № 8).

### Семья
Жена — Антонина Семёновна (Оля) (1918—1974), сын — Евгений (род. 2.08.1941, офицер Советской армии).

## Память

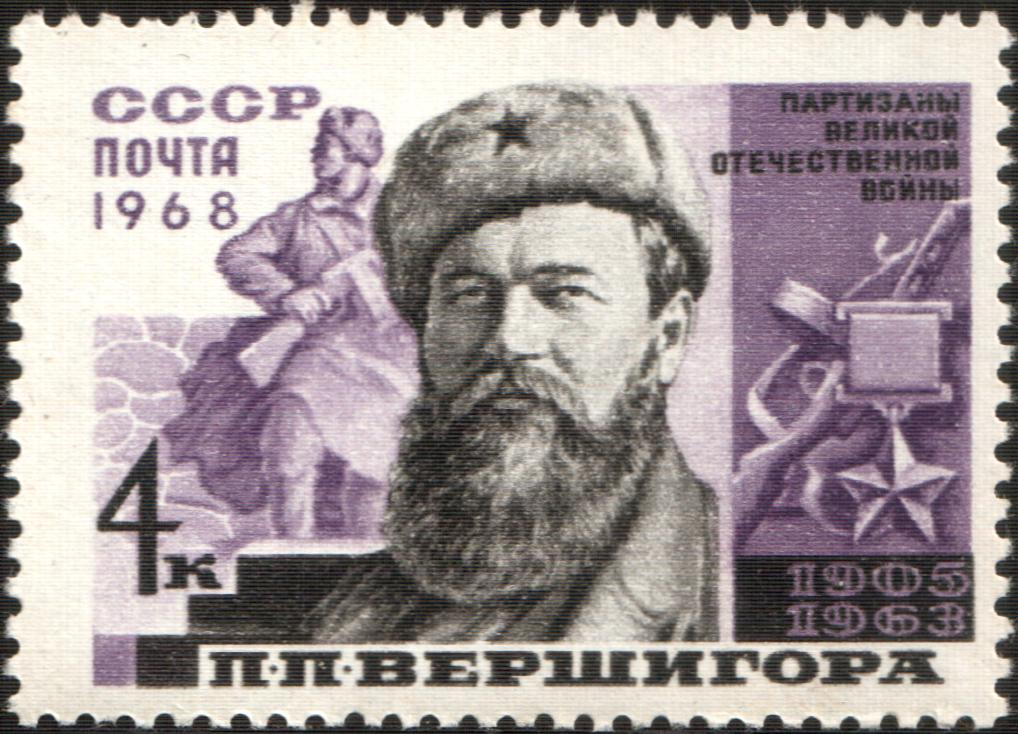
Почтовая марка СССР, 1968 год

Именем П. П. Вершигоры названы улицы в городах: Киеве, Донецке и Горловке, Рыбнице (Приднестровье).
В Киеве, на здании по улице Саксаганского, где проживал П. Вершигора, установлена охранная доска, зданию присвоен статус «Памятника истории».
В Приднестровье, на здании школы-детсада села Севериновка Каменского района установлена мемориальная доска.
В 1965 году по инициативе учителя истории П. П. Коржова на базе уголка боевой славы Петра Вершигоры в Севериновской восьмилетней школе был создан музей, получивший в 1977 году отдельное здание. Перед зданием музея в с. Севериновка установлен бюст Героя. Экспозиция музея отражает довоенный период жизни и боевой путь Петра Петровича, а также подвиги партизан-ковпаковцев в годы Великой Отечественной войны.
В Спадщанском лесу под городом Путивль (Сумская область) на аллее Героев установлен бюст П. П. Вершигоры.

## Литературное творчество
Главная книга — документальная повесть «Люди с чистой совестью» (1946). Несмотря на то, что книга удостоилась высокой награды, позднее, под давлением критики, автору пришлось подвергнуть её переработке в духе официозного представления о войне (1951).
Книга «Люди с чистой совестью», которую неоднократно хвалил В. А. Каверин, предлагает в своей первоначальной редакции «интересный и явно достоверный рассказ» (Struve) о боевых действиях во вражеском тылу. Повесть, выдержанная как рассказ от первого лица, в своё время была очень популярна; благодаря напряжённости и стилевой ясности изложения она принадлежит к той части советской литературы о войне, которая воспринимается всерьёз. В переработанной редакции некоторые места повести — особенно о бесплановости партизанских действий — обретают совершенно противоположный смысл.
Автор книги «Военное творчество народных масс» (1961 г.) по истории партизанского движения и соавтор работы «Партизанские рейды» (1962 г.). «Карпатский рейд» (1950 г.) и «Рейд на Сан и Вислу» (1959 г.) составили заключительные книги эпопеи «Люди с чистой совестью». В 1960 году опубликовал сборник рассказов «Иван-герой», в 1962 — роман «Дом родной».
В 1980 году по мотивам его «партизанских» произведений был поставлен фильм «От Буга до Вислы» (в главной роли — Михай Волонтир). Является также действующим лицом кинотрилогии «Дума о Ковпаке» (в роли Юрий Саранцев).

## Награды и премии
- Герой Советского Союза (07.08.1944)
- два ордена Ленина (05.01.1944: 07.08.1944)
- орден Красного Знамени (21.08.1942; Приказом Верховного Совета Брянского фронта № 101/Н от 21 августа 1942 года разведчик Разведотдела штаба Брянского фронта интендант 2-го ранга Вершигора П. П. награждён за организацию 6 действующих разведывательных точек, подготовку 18 разведчиков и руководство 3-мя радиофицированными точками…)[14]
- орден Богдана Хмельницкого I степени (02.05.1945)
- медаль «За боевые заслуги» (20.06.1949)
- другие медали (в том числе «За победу над Германией в Великой Отечественной войне 1941—1945 гг.»[15])
- Сталинская премия второй степени (1947) — за книгу «Люди с чистой совестью» (1946)